# .mr

تخصیص فضای آدرس IPv4 (موریتانیا)

‎.mr‏ دامنه اینترنتی اختصاص داده شده به موریتانی است.